# DHB-Pokal der Frauen 1987
Der DHB-Pokal der Frauen 1987 war die 13. Austragung des Handballpokalwettbewerbs der Frauen. Zum ersten Mal wurde der Pokalsieger in einem Endrunden-Turnier ermittelt, in dem der Vorjahresfinalist TSV Bayer 04 Leverkusen ungeschlagen den sechsten Titel errang. Nachdem Leverkusen das Double aus Meisterschaft und Pokalsieg gelang, sicherte sich der TV Lützellinden mit dem zweiten Platz, die Teilnahme am Europapokal der Pokalsieger 1987/88.

## Modus
Es traten insgesamt 53 Mannschaften aus der Bundesliga, der 2. Bundesliga, der Regionalliga (3. Liga), der Oberliga (4. Liga) und dem Landesverband unterhalb der Oberliga im K.-o.-System gegeneinander an, wobei die zehn Mannschaften aus dem Oberhaus (Bundesliga) erst zur zweiten Runde in den Wettbewerb einstiegen. In den ersten zwei Runden wurde das Teilnehmerfeld nach territorialen Gesichtspunkten in Gruppe Nord und Süd unterteilt. Danach ging es in der dritten und vierten Runde einheitlich weiter. Anschließend ermittelten die letzten vier Mannschaften in einem Endrunden-Turnier in einer Einfachrunde den Pokalsieger.

## 1. Hauptrunde
An der 1. Hauptrunde nahmen folgende 43 Mannschaften teil, die hier nach ihrer Ligazugehörigkeit während der Saison 1986/87 aufgelistet sind.
 Gespielt wurde am 14. Februar 1987.
| 2. Bundesliga | Regionalliga | Oberliga | Landesverband                              |
| Staffel Nord - SC Germania List - TSV Jarplund-Weding - Holstein Kiel - Brühler TV 1879 - TSV Nord Harrislee - Turnerbund Hamburg-Eilbeck - TuS Eintracht Minden - MTV Herzhorn - TuS Alstertal - SC Greven 09 Staffel Süd - DJK Würzburg - TSV Dachau 1865 - VfB Gießen - TSV Tempelhof-Mariendorf - SG Kleenheim - VfL Humboldt Berlin - TSF Ludwigsfeld - DJK SC Schwarz-Weiß Wiesbaden - VfL Neckargartach | Nord - Buxtehuder SV - Hastedter TSV - SG Union Bramfeld - Hamburger Turnerschaft von 1816 Berlin - Reinickendorfer Füchse - Berliner TSV 1850 West - Düsseldorfer SV 04 - Vorwärts Wettringen - TSG Altenhagen-Heepen - SG Dülken Südwest - TSG Oberursel - DJK St. Michael Marpingen - TSG Ober-Eschbach - TSG Leihgestern Süd - VfR Mannheim - TSV Weilimdorf - TV Echterdingen | Oberliga Hamburg - Eimsbütteler TV Oberliga Niedersachsen - Eintracht Hildesheim Oberliga Hessen - TV Mainzlar Oberliga Baden - TSV 05 Rot Oberliga Bayern - HG Quelle Fürth - HCD Gröbenzell | Verbandsliga Westfalen - Borussia Dortmund |

### Gruppe Nord
| Datum          | Heimmannschaft                  | Ergebnis    | Gastmannschaft             |
| -------------- | ------------------------------- | ----------- | -------------------------- |
| Sa, 14.02.1987 | Hastedter TSV                   | 15:12       | Turnerbund Hamburg-Eilbeck |
| Sa, 14.02.1987 | Hamburger Turnerschaft von 1816 | 26:25 n. V. | MTV Herzhorn               |
| Sa, 14.02.1987 | Berliner TSV 1850               | 09:16       | TuS Alstertal              |
| Sa, 14.02.1987 | Eimsbütteler TV                 | 18:21       | SG Union Bramfeld          |
| Sa, 14.02.1987 | Buxtehuder SV                   | 21:18       | TSV Nord Harrislee         |
| Sa, 14.02.1987 | TSV Jarplund-Weding             | 17:15 n. V. | Holstein Kiel              |
| Sa, 14.02.1987 | Vorwärts Wettringen             | 18:19       | SC Germania List           |
| Sa, 14.02.1987 | Düsseldorfer SV 04              | 15:23       | TuS Eintracht Minden       |
| Sa, 14.02.1987 | Eintracht Hildesheim            | 25:13       | TSG Altenhagen-Heepen      |
| Sa, 14.02.1987 | SG Dülken                       | 19:22       | Brühler TV 1879            |
| Sa, 14.02.1987 | Borussia Dortmund               | 16:18       | SC Greven 09               |

### Gruppe Süd
| Datum          | Heimmannschaft            | Ergebnis    | Gastmannschaft                |
| -------------- | ------------------------- | ----------- | ----------------------------- |
| Sa, 14.02.1987 | TSG Ober-Eschbach         | 17:16       | VfL Humboldt Berlin           |
| Sa, 14.02.1987 | TV Mainzlar               | 17:13       | TSG Leihgestern               |
| Sa, 14.02.1987 | VfB Gießen                | 27:16       | DJK SC Schwarz-Weiß Wiesbaden |
| Sa, 14.02.1987 | DJK St. Michael Marpingen | 13:15       | SG Kleenheim                  |
| Sa, 14.02.1987 | Reinickendorfer Füchse    | 12:80       | TSG Oberursel                 |
| Sa, 14.02.1987 | VfR Mannheim              | 19:18       | TSF Ludwigsfeld               |
| Sa, 14.02.1987 | DJK Würzburg              | 24:11       | VfL Neckargartach             |
| Sa, 14.02.1987 | HG Quelle Fürth           | 18:13       | TV Echterdingen               |
| Sa, 14.02.1987 | HCD Gröbenzell            | 17:24 n. V. | TSV Tempelhof-Mariendorf      |
| Sa, 14.02.1987 | TSV 05 Rot                | 12:13       | TSV Dachau 1865               |
| Freilos:       | TSV Weilimdorf            |             |                               |

## 2. Hauptrunde
Qualifiziert waren für die 2. Hauptrunde folgende 32 Mannschaften, die hier nach ihrer Ligazugehörigkeit während der Saison 1986/87 aufgelistet sind.
 Gespielt wurde am 14. März 1987.
| Bundesliga | 2. Bundesliga | Regionalliga | Oberliga |
| - TSV Bayer 04 Leverkusen - VfL Engelskirchen (TV) - VfL Oldenburg - TV Lützellinden - 1. FC Nürnberg - TSV Rot-Weiß Auerbach - TSV GutsMuths Berlin - PSV Grünweiß Frankfurt - SV Süd Braunschweig - VfL Sindelfingen (TV) – Titelverteidiger | Staffel Nord - SC Germania List - TSV Jarplund-Weding - Brühler TV 1879 - TuS Eintracht Minden - TuS Alstertal - SC Greven 09 Staffel Süd - DJK Würzburg - TSV Dachau 1865 - VfB Gießen - TSV Tempelhof-Mariendorf - SG Kleenheim | Nord - Buxtehuder SV - Hastedter TSV - SG Union Bramfeld - Hamburger Turnerschaft von 1816 Berlin - Reinickendorfer Füchse Südwest - TSG Ober-Eschbach Süd - VfR Mannheim - TSV Weilimdorf | Oberliga Niedersachsen - Eintracht Hildesheim Oberliga Hessen - TV Mainzlar Oberliga Bayern - HG Quelle Fürth |

### Gruppe Nord
| Datum          | Heimmannschaft                  | Ergebnis | Gastmannschaft       |
| -------------- | ------------------------------- | -------- | -------------------- |
| Sa, 14.03.1987 | SG Union Bramfeld               | 17:20    | Buxtehuder SV        |
| Sa, 14.03.1987 | TSV Bayer 04 Leverkusen         | 21:20    | VfL Engelskirchen    |
| Sa, 14.03.1987 | Hastedter TSV                   | 17:26    | VfL Oldenburg        |
| Sa, 14.03.1987 | Eintracht Hildesheim            | 26:25    | SC Greven 09         |
| Sa, 14.03.1987 | SC Germania List                | 11:13    | TSV Jarplund-Weding  |
| Sa, 14.03.1987 | Brühler TV 1879                 | 18:23    | TSV GutsMuths Berlin |
| Sa, 14.03.1987 | TuS Eintracht Minden            | 17:16    | SV Süd Braunschweig  |
| Sa, 14.03.1987 | Hamburger Turnerschaft von 1816 | 11:13    | TuS Alstertal        |

### Gruppe Süd
| Datum          | Heimmannschaft         | Ergebnis    | Gastmannschaft           |
| -------------- | ---------------------- | ----------- | ------------------------ |
| Sa, 14.03.1987 | TV Lützellinden        | 30:11       | TV Mainzlar              |
| Sa, 14.03.1987 | HG Quelle Fürth        | 13:19       | VfL Sindelfingen         |
| Sa, 14.03.1987 | TSV Dachau 1865        | 18:25       | PSV Grünweiß Frankfurt   |
| Sa, 14.03.1987 | TSG Ober-Eschbach      | 13:12 n. V. | VfR Mannheim             |
| Sa, 14.03.1987 | TSV Weilimdorf         | 16:18       | VfB Gießen               |
| Sa, 14.03.1987 | DJK Würzburg           | 19:15       | TSV Rot-Weiß Auerbach    |
| Sa, 14.03.1987 | Reinickendorfer Füchse | 14:16       | TSV Tempelhof-Mariendorf |
| Sa, 14.03.1987 | SG Kleenheim           | 13:16       | 1. FC Nürnberg           |

## 3. Hauptrunde
Qualifiziert waren für die 3. Hauptrunde folgende 16 Mannschaften, die hier nach ihrer Ligazugehörigkeit während der Saison 1986/87 aufgelistet sind.
 Gespielt wurde am 28. und 29. März 1987.
| Bundesliga | 2. Bundesliga | Regionalliga                                     | Oberliga                                      |
| - TSV Bayer 04 Leverkusen - VfL Oldenburg - TV Lützellinden - 1. FC Nürnberg - TSV GutsMuths Berlin - PSV Grünweiß Frankfurt - VfL Sindelfingen | Staffel Nord - TSV Jarplund-Weding - TuS Eintracht Minden - TuS Alstertal Staffel Süd - DJK Würzburg - VfB Gießen - TSV Tempelhof-Mariendorf | Nord - Buxtehuder SV Südwest - TSG Ober-Eschbach | Oberliga Niedersachsen - Eintracht Hildesheim |

| Datum                 | Heimmannschaft           | Ergebnis    | Gastmannschaft          |
| --------------------- | ------------------------ | ----------- | ----------------------- |
| Sa, 28.03., 16:30 Uhr | Buxtehuder SV            | 15:17 n. V. | 1. FC Nürnberg          |
| Sa, 28.03., 19:30 Uhr | TuS Eintracht Minden     | 23:25       | TSV Bayer 04 Leverkusen |
| Sa, 28.03., 19:30 Uhr | VfB Gießen               | 12:22       | TSV Jarplund-Weding     |
| Sa, 28.03., 20:00 Uhr | TSV Tempelhof-Mariendorf | 15:13       | VfL Sindelfingen        |
| So, 29.03., 11:00 Uhr | DJK Würzburg             | 16:21       | VfL Oldenburg           |
| So, 29.03., 16:00 Uhr | PSV Grünweiß Frankfurt   | 17:16       | TSV GutsMuths Berlin    |
| So, 29.03., 17:00 Uhr | TSG Ober-Eschbach        | 16:19       | TuS Alstertal           |
| So, 29.03., 17:00 Uhr | Eintracht Hildesheim     | 22:34       | TV Lützellinden         |

## 4. Hauptrunde
Qualifiziert waren für die 4. Hauptrunde folgende acht Mannschaften, die hier nach ihrer Ligazugehörigkeit während der Saison 1986/87 aufgelistet sind.
 Gespielt wurde am 25. April 1987.
| Bundesliga                                                                                            | 2. Bundesliga                                                                             |
| - TSV Bayer 04 Leverkusen - VfL Oldenburg - TV Lützellinden - 1. FC Nürnberg - PSV Grünweiß Frankfurt | Staffel Nord - TSV Jarplund-Weding - TuS Alstertal Staffel Süd - TSV Tempelhof-Mariendorf |

| Datum          | Heimmannschaft          | Ergebnis | Gastmannschaft           |
| -------------- | ----------------------- | -------- | ------------------------ |
| Sa, 25.04.1987 | TuS Alstertal           | 17:20    | TSV Tempelhof-Mariendorf |
| Sa, 25.04.1987 | TSV Bayer 04 Leverkusen | 27:13    | PSV Grünweiß Frankfurt   |
| Sa, 25.04.1987 | TV Lützellinden         | 19:18    | VfL Oldenburg            |
| Sa, 25.04.1987 | 1. FC Nürnberg          | 20:18    | TSV Jarplund-Weding      |

## Endrunde
Qualifiziert waren für die Endrunde folgende vier Mannschaften, die hier nach ihrer Ligazugehörigkeit während der Saison 1986/87 aufgelistet sind.
 Gespielt wurde vom 1. bis 3. Mai 1987 in Gießen, Leverkusen und Unna.
| Bundesliga                                                   | 2. Bundesliga                          |
| - TSV Bayer 04 Leverkusen - TV Lützellinden - 1. FC Nürnberg | Staffel Süd - TSV Tempelhof-Mariendorf |

### Spiele
1. Spieltag:
| Freitag, 1. Mai 1987 16:00 Uhr | TV Lützellinden        | 32:13  | TSV Tempelhof-Mariendorf | Sporthalle Gießen-Ost, Gießen Zuschauer: 600 Schiedsrichter: W. Gremmel & M. Gremmel |
| Freitag, 1. Mai 1987 16:00 Uhr | meiste Tore: Rümmele 9 | (13:6) | meiste Tore: Kohler 4    | Sporthalle Gießen-Ost, Gießen Zuschauer: 600 Schiedsrichter: W. Gremmel & M. Gremmel |
| Freitag, 1. Mai 1987 16:00 Uhr | Strafen: 1×            |        | Strafen: 2×              | Sporthalle Gießen-Ost, Gießen Zuschauer: 600 Schiedsrichter: W. Gremmel & M. Gremmel |

| Freitag, 1. Mai 1987 17:45 Uhr | TSV Bayer 04 Leverkusen | 27:10  | 1. FC Nürnberg                         | Sporthalle Gießen-Ost, Gießen Zuschauer: 400 Schiedsrichter: Lienhop & Meuler |
| Freitag, 1. Mai 1987 17:45 Uhr | meiste Tore: Starke 9   | (13:5) | meiste Tore: Kostowski, Endenthum je 3 | Sporthalle Gießen-Ost, Gießen Zuschauer: 400 Schiedsrichter: Lienhop & Meuler |
| Freitag, 1. Mai 1987 17:45 Uhr | Strafen: 1×             |        | Strafen: 2×                            | Sporthalle Gießen-Ost, Gießen Zuschauer: 400 Schiedsrichter: Lienhop & Meuler |

2. Spieltag:
| Samstag, 2. Mai 1987 16:00 Uhr | 1. FC Nürnberg           | 9:18  | TV Lützellinden     | Ulrich-Haberland-Halle, Leverkusen Zuschauer: 96 Schiedsrichter: Henneking & Krietemeyer |
| Samstag, 2. Mai 1987 16:00 Uhr | meiste Tore: Kostowski 5 | (5:8) | meiste Tore: Nawa 4 | Ulrich-Haberland-Halle, Leverkusen Zuschauer: 96 Schiedsrichter: Henneking & Krietemeyer |
| Samstag, 2. Mai 1987 16:00 Uhr | Strafen: 7×              |       | Strafen: 2×         | Ulrich-Haberland-Halle, Leverkusen Zuschauer: 96 Schiedsrichter: Henneking & Krietemeyer |

| Samstag, 2. Mai 1987 17:45 Uhr | TSV Tempelhof-Mariendorf | 10:29  | TSV Bayer 04 Leverkusen | Ulrich-Haberland-Halle, Leverkusen Zuschauer: 125 Schiedsrichter: Heuchert & Norek |
| Samstag, 2. Mai 1987 17:45 Uhr | meiste Tore: Kohler 3    | (3:16) | meiste Tore: Bötefür 6  | Ulrich-Haberland-Halle, Leverkusen Zuschauer: 125 Schiedsrichter: Heuchert & Norek |
| Samstag, 2. Mai 1987 17:45 Uhr |                          |        |                         | Ulrich-Haberland-Halle, Leverkusen Zuschauer: 125 Schiedsrichter: Heuchert & Norek |

3. Spieltag:
| Sonntag, 3. Mai 1987 10:00 Uhr | 1. FC Nürnberg           | 10:14       | TSV Tempelhof-Mariendorf | Hellweg-Sporthalle, Unna Zuschauer: 450 Schiedsrichter: Brecht & Leitwein |
| Sonntag, 3. Mai 1987 10:00 Uhr | meiste Tore: Kostowski 5 | (5:6)       | meiste Tore: Kohler 4    | Hellweg-Sporthalle, Unna Zuschauer: 450 Schiedsrichter: Brecht & Leitwein |
| Sonntag, 3. Mai 1987 10:00 Uhr |                          | Strafen: 3× |                          | Hellweg-Sporthalle, Unna Zuschauer: 450 Schiedsrichter: Brecht & Leitwein |

| Sonntag, 3. Mai 1987 11:30 Uhr | TSV Bayer 04 Leverkusen   | 22:16  | TV Lützellinden       | Hellweg-Sporthalle, Unna Zuschauer: 450 Schiedsrichter: Gottschlich & Jurczik |
| Sonntag, 3. Mai 1987 11:30 Uhr | meiste Tore: Gódor-Nagy 5 | (12:3) | meiste Tore: Leonte 8 | Hellweg-Sporthalle, Unna Zuschauer: 450 Schiedsrichter: Gottschlich & Jurczik |
| Sonntag, 3. Mai 1987 11:30 Uhr | Strafen: 6×               |        | Strafen: 5×           | Hellweg-Sporthalle, Unna Zuschauer: 450 Schiedsrichter: Gottschlich & Jurczik |

### Abschlusstabelle
| Pl. | Verein                   | Sp. | S | U | N | Tore    | Diff. | Punkte |
| --- | ------------------------ | --- | - | - | - | ------- | ----- | ------ |
| 1.  | TSV Bayer 04 Leverkusen  | 3   | 3 | 0 | 0 | 078:360 | +42   | 06:00  |
| 2.  | TV Lützellinden          | 3   | 2 | 0 | 1 | 066:440 | +22   | 04:20  |
| 3.  | TSV Tempelhof-Mariendorf | 3   | 1 | 0 | 2 | 037:710 | −34   | 02:40  |
| 4.  | 1. FC Nürnberg           | 3   | 0 | 0 | 3 | 029:590 | −30   | 00:60  |

Platzierungskriterien: 1. Punkte – 2. Tordifferenz – 3. geschossene Tore

### DHB-Pokalsieger
| 1.                               | TSV Bayer 04 Leverkusen |
| -------------------------------- | --- |
| Logo vom TSV Bayer 04 Leverkusen | - Tor: Astrid Hühn (3/–), Silvia Brand (3/–) - Feldspieler: Heidrun Janesch (3/5), Claudia Starke (3/16), Dagmar Zöllner (3/6), Britta Vattes (3/8), Renate Wolf (3/9) , Marianna Gódor-Nagy (3/7), Lioba Schmitz (3/5), Meike Bötefür (3/11), Klara Orban (3/4), Isabella Tataruch (3/7) – (Spiele/Tore in der Endrunde) - Trainer: Mihaly Gódor |